# Władimir Kłopotowski
Władimir Władimirowicz Kłopotowski, ros. Владимир Владимирович Клопотовский, ps. "Leri" (ur. 10 marca 1883 w Sankt Petersburgu, zm. 28 marca 1944 w Rydze) – rosyjski dziennikarz, wydawca, publicysta, felietonista, pisarz i satyryk
W 1908 ukończył studia na uniwersytecie w Moskwie. Już od ok. 1905 r. współpracował z redakcjami różnych pism rosyjskich, jak "Одесский листок", "Киевские отклики", "Орловский листок", "Биржевые Ведомости". W 1909 r. odbył podróż po USA, publikując po powrocie serię krótkich opowieści z niej w piśmie "Новое время". Podczas wojny domowej w Rosji popierał białych. Pracował wówczas w redakcji pisma "Южные слово". Od 1920 r. mieszkał w Pradze, Berlinie, Paryżu, a następnie Rydze. Kontynuował swoją karierę dziennikarską, współpracując z wieloma emigracyjnymi pismami rosyjskimi, jak "Голос эмигранта", "Руля", "Последние новости", "Возрождение", "Бич", "Сегодня", "Иллюстрированная Россия". W latach 1921–1923 wydawał pismo "Театр и жизнь". W okresie okupacji niemieckiej w latach 1941–1943 redagował w Rydze pisma "Правда", "За Родину", "Русский вестник", "Слово", skierowane do ludności okupowanych przez Niemców obszarów ZSRR. Był też autorem licznych artykułów i felietonów, książek "Здесь" (1909), "О прочем" (1912), "В стране любви и землетрясений" (1914), "Чтобы жизнь не была так печальна" (1917), "Богомольцы в коробочке" (1921), "Радость бытия" (1923), "Люди в паутине" (1930), satyrycznej powieści "Онегин наших дней" (1922), a także tekstów estradowych i skeczy, przedstawianych w ryskim Teatrze Rosyjskiego Dramatu.